# John McCarthy (informatyk)
John McCarthy (ur. 4 września 1927 w Bostonie, zm. 24 października 2011 w Stanford) – amerykański informatyk, laureat Nagrody Turinga (1971) za wkład w dziedzinie sztucznej inteligencji; twórca terminu „sztuczna inteligencja”, który sformułował w 1956 na konferencji w Dartmouth. McCarthy jest też autorem języka programowania LISP, którego projekt opublikował w 1960 r. w Communications of the ACM. Laureat Nagrody Kioto w dziedzinie zaawansowanych technologii z 1988 roku.
W 1948 ukończył matematykę w Caltech (California Institute of Technology), w 1951 zdobył stopień doktorski z matematyki w Princeton University. Pracował naukowo w Princeton, Stanford i Dartmouth. W latach 60. współtworzył Project MAC w MIT, jednak w 1962 r. opuścił instytut i przeniósł się do Stanford University, gdzie otrzymał profesurę i był współtwórcą Stanford AI Laboratory – przez wiele lat przyjaznego rywala Project MAC. 1 stycznia 2001 r. przeszedł na emeryturę.
John McCarthy do ostatnich lat życia był aktywnym komentatorem wydarzeń, szczególnie problemów globalnych, przedstawiając je z pozycji prawicowych.